# 三白潭
三白潭是一个位于中国浙江省杭州市的淡水湖，面积约为1.28平方千米，属于长江区。它的一级流域为长江流域，二级流域为长江干流水系。